# Саратога (отель, Гавана)
«Саратога» (англ. Hotel Saratoga) — престижный отель, расположенный в историческом районе Гаваны — столицы Республики Куба. Возведён в 1880 году.

## История
Гостиница расположена в историческом районе Гаваны по адресу Paseo del Prado No. 603. Строительство здания было заказано в 1879 году богатым купцом Грегорио Паласиосом, который родился в испанском городе Сантандер. Отель был завершён и торжественно открыт в 1880 году, работы обошлись Паласиосу в 98 000 $. 
Первоначально здание было трёхэтажным. На первом этаже находились табачный склад, магазин и четыре квартиры. Второй этаж использовался в качестве отеля с 43 номерами и столовой. Изначально гостиница находилась на улице Монте. Позже она была перенесена в окрестности Кампо-де-Морт (ныне Парк Братства) и получила новое название «Алькасар».  Расположение в центре города и красивые виды вокруг вскоре сделали отель популярным местом для размещения иностранных туристов.  
В 1935 году туристические путеводители отмечали этот отель в качестве одного из лучших в Гаване. Его терраса, носившая название «Айрис Либресс», являлась важным культурным центром кубинской столицы в 20 веке.

### Революционный период
В 1960-х годах отель перешёл во владение новому правительству Кубы и был превращён в многоквартирный дом, однако вскоре был расселён ввиду своего плохого технического состояния. В 1996 году владельцем здания стала компания «Hotel Saratoga S.A», находящаяся под контролем городской администрации Гаваны. Оригинальное здание отеля было вскоре разрушено и вновь открыто в 2005 году. В тот период в отеле имелось 96 номеров, три бара, два ресторана, бассейн на крыше и бизнес-центр.

### Взрыв в мае 2022 года
6 мая 2022 года в отеле произошёл взрыв, жертвами которого стали по меньшей мере 42 человека и ещё по меньшей мере 94 получили ранения. Причиной был назван несчастный случай при нарушении норм подачи газа. Во время взрыва в отеле не было туристов, так как в нем проводились ремонтные работы, и он должен был открыться в течение следующих четырех дней.
Премьер-министр Испании Педро Санчес заявил о том, что один испанский турист погиб в результате трагедии, что позже было подтверждено кубинскими властями. Соболезнования кубинскому народу в связи с произошедшим выразили многие мировые лидеры, включая президента России Владимира Путина.